# Bruno Kiesewetter
Bruno Max Kiesewetter  (* 31. Juli 1892 in Berlin; † 11. März 1968 ebenda) war ein deutscher Wirtschaftswissenschaftler.

## Leben
Kiesewetter absolvierte ein Studium der Staatswissenschaften an der Friedrich-Wilhelms-Universität Berlin und Martin-Luther-Universität Halle-Wittenberg, das er mit der Promotion zum Dr. rer. pol. abschloss. Er arbeitete von 1924 bis 1935 als wirtschaftspolitischer Referent in der Berliner Siemens-Halske-AG. Zum 1. Januar 1932 trat Kiesewetter in die NSDAP ein (Mitgliedsnummer 856.392).
1935 wechselte Kiesewetter als Dozent für Außenwirtschaftskunde an die  Deutsche Hochschule für Politik in Berlin und wurde dort Studienleiter. Neben seiner Lehrtätigkeit übernahm Kiesewetter Aufgaben für Institutionen der NSDAP, die seiner wirtschaftspolitischen Kompetenz entsprachen. So unterstütze er Heinrich Hunke in dessen Funktion als Gauwirtschaftsberater im Gau Großberlin und war auch für das Hauptschulungsamt der Reichsleitung der NSDAP, deren Reichspropagandaleitung, Reichsjugendführung und das Amt Rosenberg tätig.
An der Deutschen Hochschule für Politik wurde er mit der Wahrnehmung des Lehrstuhls für Außenwirtschaftskunde an der Auslandswissenschaftlichen Fakultät (DAWI) betraut, verbunden mit der Auflage, sich zu habilitieren. Nachdem er diese Auflage 1943 mit einer Studie über Kosten und Preise als wirtschaftliche und politische Gestaltungsfaktoren der Weltwirtschaft an der Rechts- und Staatswissenschaftlichen Fakultät der Universität Kiel erfüllt hatte, wurde er zum außerordentlichen Professor an der Auslandswissenschaftlichen Fakultät ernannt.  Seine Sichtweise, was die Wirtschaft eines Volkes ausmache, beschrieb Kiesewetter 1942 so: Ein Wirtschaftswissenschaftler müsse über die Beschäftigung mit den „realen empirischen Grundlagen und den funktional-organisatorischen Formen“ hinaus „die Wirtschaft aus der Totalität des betreffenden Volkes als einer Gesamtpersönlichkeit begreifen“.
Nach dem Krieg lehrte Kiesewetter als Professor für Wirtschaftswissenschaften an der Freien Universität Berlin, wo er 1959 emeritiert wurde. Er verfasste mehrere einschlägige Werke zur Wirtschaft des sog. Ostblocks.

## Schriften
- Die neuen Aufgaben der deutschen Volkswirtschaft. Junker u. Dünnhaupt, Berlin 1937 (=Schriften der Deutschen Hochschule für Politik; 1, H. 26)
- Die wirtschaftlichen Erfolge des ersten Vierjahresplans. Junker u. Dünnhaupt, Berlin 1938 (=Schriften der Deutschen Hochschule für Politik; 1, H. 33)
- Die Liquidation der wirtschaftlichen Weltgeltung Englands im Kriege.  Deutsche Informationsstelle, Berlin 1940
- Grundlagen und Wandlungen der Weltwirtschaft. Eine Darstellung der ideellen und funktionellen Zusammenhänge weltwirtschaftlicher Austauschbeziehungen.  Haude & Spener. Berlin 1944
- Statistiken zur Wirtschaft Ost- und Südosteuropas. Eine ausgewählte Zusammenstellung des seit 1945 bekanntgegebenen Zahlenmaterials. 5 Bände. Duncker & Humblot, Berlin 1955– 1959.
- Der Ostblock. Band 2. Der Aussenhandel des östlichen Wirtschaftsblocks einschließlich China.  Safari-Verlag, Berlin 1960